# Lista de singles número um na Billboard Hot 100 em 2023
A seguir se segue a lista dos singles que alcançaram a primeira posição da Billboard Hot 100 em 2023. A Hot 100 é uma parada musical que classifica as canções com melhor desempenho nos Estados Unidos. Seus dados são compilados pela Luminate Data e publicados pela revista de música norte-americana Billboard. A parada é baseada nas vendas físicas e digitais semanais de cada canção coletivamente, na quantidade de airplay que recebe nas estações de rádio norte-americanas e em seus streaming de áudio e vídeo em plataformas de música digital online.

## Histórico
| Data            | Canção                              | Artista(s)                              | Ref.            |
| --------------- | ----------------------------------- | --------------------------------------- | --------------- |
| 7 de janeiro    | "All I Want for Christmas Is You"   | Mariah Carey                            | [ 1 ] [ 2 ]     |
| 14 de janeiro   | "Anti-Hero"                         | Taylor Swift                            | [ 3 ] [ 4 ]     |
| 21 de janeiro   | "Anti-Hero"                         | Taylor Swift                            | [ 5 ] [ 6 ]     |
| 28 de janeiro   | "Flowers"                           | Miley Cyrus                             | [ 7 ] [ 8 ]     |
| 4 de fevereiro  | "Flowers"                           | Miley Cyrus                             | [ 9 ] [ 10 ]    |
| 11 de fevereiro | "Flowers"                           | Miley Cyrus                             | [ 11 ] [ 12 ]   |
| 18 de fevereiro | "Flowers"                           | Miley Cyrus                             | [ 13 ] [ 14 ]   |
| 25 de fevereiro | "Flowers"                           | Miley Cyrus                             | [ 15 ] [ 16 ]   |
| 4 de março      | "Flowers"                           | Miley Cyrus                             | [ 17 ] [ 18 ]   |
| 11 de março     | "Die for You"                       | The Weeknd e Ariana Grande              | [ 19 ] [ 20 ]   |
| 18 de março     | "Last Night"                        | Morgan Wallen                           | [ 21 ] [ 22 ]   |
| 25 de março     | "Flowers"                           | Miley Cyrus                             | [ 23 ] [ 24 ]   |
| 1 de abril      | "Flowers"                           | Miley Cyrus                             | [ 25 ] [ 26 ]   |
| 8 de abril      | "Like Crazy"                        | Jimin                                   | [ 27 ] [ 28 ]   |
| 15 de abril     | "Last Night"                        | Morgan Wallen                           | [ 29 ] [ 30 ]   |
| 22 de abril     | "Last Night"                        | Morgan Wallen                           | [ 31 ] [ 32 ]   |
| 29 de abril     | "Kill Bill"                         | SZA                                     | [ 33 ] [ 34 ]   |
| 6 de maio       | "Last Night"                        | Morgan Wallen                           | [ 35 ] [ 36 ]   |
| 13 de maio      | "Last Night"                        | Morgan Wallen                           | [ 37 ] [ 38 ]   |
| 20 de maio      | "Last Night"                        | Morgan Wallen                           | [ 39 ] [ 40 ]   |
| 27 de maio      | "Last Night"                        | Morgan Wallen                           | [ 41 ] [ 42 ]   |
| 3 de junho      | "Last Night"                        | Morgan Wallen                           | [ 43 ] [ 44 ]   |
| 10 de junho     | "Last Night"                        | Morgan Wallen                           | [ 45 ] [ 46 ]   |
| 17 de junho     | "Last Night"                        | Morgan Wallen                           | [ 47 ] [ 48 ]   |
| 24 de junho     | "Last Night"                        | Morgan Wallen                           | [ 49 ] [ 50 ]   |
| 1 de julho      | "Last Night"                        | Morgan Wallen                           | [ 51 ] [ 52 ]   |
| 8 de julho      | "Last Night"                        | Morgan Wallen                           | [ 53 ] [ 54 ]   |
| 15 de julho     | "Vampire"                           | Olivia Rodrigo                          | [ 55 ] [ 56 ]   |
| 22 de julho     | "Last Night"                        | Morgan Wallen                           | [ 57 ] [ 58 ]   |
| 29 de julho     | "Seven"                             | Jungkook com part. de Latto             | [ 59 ] [ 60 ]   |
| 5 de agosto     | "Try That in a Small Town"          | Jason Aldean                            | [ 61 ] [ 62 ]   |
| 12 de agosto    | "Last Night"                        | Morgan Wallen                           | [ 63 ] [ 64 ]   |
| 19 de agosto    | "Last Night"                        | Morgan Wallen                           | [ 65 ] [ 66 ]   |
| 26 de agosto    | "Rich Men North of Richmond"        | Oliver Anthony Music                    | [ 67 ] [ 68 ]   |
| 2 de setembro   | "Rich Men North of Richmond"        | Oliver Anthony Music                    | [ 69 ] [ 70 ]   |
| 9 de setembro   | "I Remember Everything"             | Zach Bryan com part. de Kacey Musgraves | [ 71 ] [ 72 ]   |
| 16 de setembro  | "Paint the Town Red"                | Doja Cat                                | [ 73 ] [ 74 ]   |
| 23 de setembro  | "Vampire"                           | Olivia Rodrigo                          | [ 75 ] [ 76 ]   |
| 30 de setembro  | "Slime You Out"                     | Drake com part. de SZA                  | [ 77 ] [ 78 ]   |
| 7 de outubro    | "Paint the Town Red"                | Doja Cat                                | [ 79 ] [ 80 ]   |
| 14 de outubro   | "Paint the Town Red"                | Doja Cat                                | [ 81 ] [ 82 ]   |
| 21 de outubro   | "First Person Shooter"              | Drake com part. de J. Cole              | [ 83 ] [ 84 ]   |
| 28 de outubro   | "Cruel Summer"                      | Taylor Swift                            | [ 85 ] [ 86 ]   |
| 4 de novembro   | "Cruel Summer"                      | Taylor Swift                            | [ 87 ] [ 88 ]   |
| 11 de novembro  | "Is It Over Now?"                   | Taylor Swift                            | [ 89 ] [ 90 ]   |
| 18 de novembro  | "Cruel Summer"                      | Taylor Swift                            | [ 91 ] [ 92 ]   |
| 25 de novembro  | "Cruel Summer"                      | Taylor Swift                            | [ 93 ] [ 94 ]   |
| 2 de dezembro   | "Lovin on Me"                       | Jack Harlow                             | [ 95 ] [ 96 ]   |
| 9 de dezembro   | "Rockin' Around the Christmas Tree" | Brenda Lee                              | [ 97 ] [ 98 ]   |
| 16 de dezembro  | "Rockin' Around the Christmas Tree" | Brenda Lee                              | [ 99 ] [ 100 ]  |
| 23 de dezembro  | "All I Want for Christmas Is You"   | Mariah Carey                            | [ 101 ] [ 102 ] |
| 30 de dezembro  | "All I Want for Christmas Is You"   | Mariah Carey                            | [ 103 ] [ 104 ] |